# Sursis à statuer
Pour les articles homonymes, voir Sursis (homonymie).
Le sursis à statuer est la décision d'une juridiction de reporter le cours d'un jugement à plus tard, dans l'attente qu'un évènement se produise. Il peut s'agir par exemple d'attendre le résultat d'un autre jugement ou la réconciliation éventuelle de conjoints ayant entamé une procédure de divorce.

## En France
En France, le sursis à statuer est défini par l'article 378 du code de procédure civile de la manière suivante : « La décision de sursis suspend le cours de l'instance pour le temps ou jusqu'à la survenance de l'événement qu'elle détermine. »
Matériellement, il se réalise par un retrait de rôle des affaires en cours. Il y a des sursis à statuer facultatifs. Il n'a pas besoin d'être motivé. Cela implique une suspension et l'affaire sera reprise lorsque la cause du sursis disparaîtra.
Si depuis la loi du 5 mars 2007 le dépôt d'une plainte n'est désormais plus suffisant pour surseoir à statuer l'instance civile, le criminel ne tenant plus le civil en l'état, la suprématie du Ministère public a toutefois été partiellement conservée puisque la mise en mouvement de l'action publique permet aux parties plaignantes qui ont demandé réparation de préjudices subis à cause d'infractions pénales d'obtenir du juge judiciaire civil le sursis à statuer de l'affaire pendante devant la juridiction civile concernée par l'information judiciaire pénale.
L'article 4 du code de procédure pénale dispose à ce sujet que " L'action civile en réparation du dommage causé par l'infraction prévue par l'article 2 peut être exercée devant une juridiction civile, séparément de l'action publique. Toutefois, il est sursis au jugement de cette action tant qu'il n'a pas été prononcé définitivement sur l'action publique lorsque celle-ci a été mise en mouvement. La mise en mouvement de l'action publique n'impose pas la suspension du jugement des autres actions exercées devant la juridiction civile, de quelque nature qu'elles soient, même si la décision à intervenir au pénal est susceptible d'exercer, directement ou indirectement, une influence sur la solution du procès civil. "
Le sursis à statuer n'est donc obligatoire pour la juridiction civile que dans la mesure où la partie lésée a, dans un souci de diligence et pour éviter de subir toute forclusion dans son droit à obtenir réparation, introduit une instance au civil pour la réparation du préjudice subi à la suite des infractions pénales dont elle a été victime, le législateur ayant implicitement prévu cette action stratégique aux dispositions conjointes de l'article 1382 du code civil et de l'article 3 du code de procédure pénale, la partie lésée devant s'être préalablement constituée partie civile au pénal avant d'engager toute action judiciaire au civil, comme prévu aux dispositions de l'article 85 du code de procédure pénale dans le respect du principe electa una via.
Lorsqu'une pièce ayant force probante a été falsifiée ou découverte comme étant fausse dans le cours d'une procédure judiciaire en référé ou au fond pendante devant une autre juridiction que le TGI, l'article 313 du CPC dispose qu'il est "sursis à statuer jusqu'au jugement sur le faux à moins que la pièce litigieuse ne soit écartée du débat lorsqu'il peut être statué au principal sans en tenir compte."